# Charles Chauvel (chính khách)

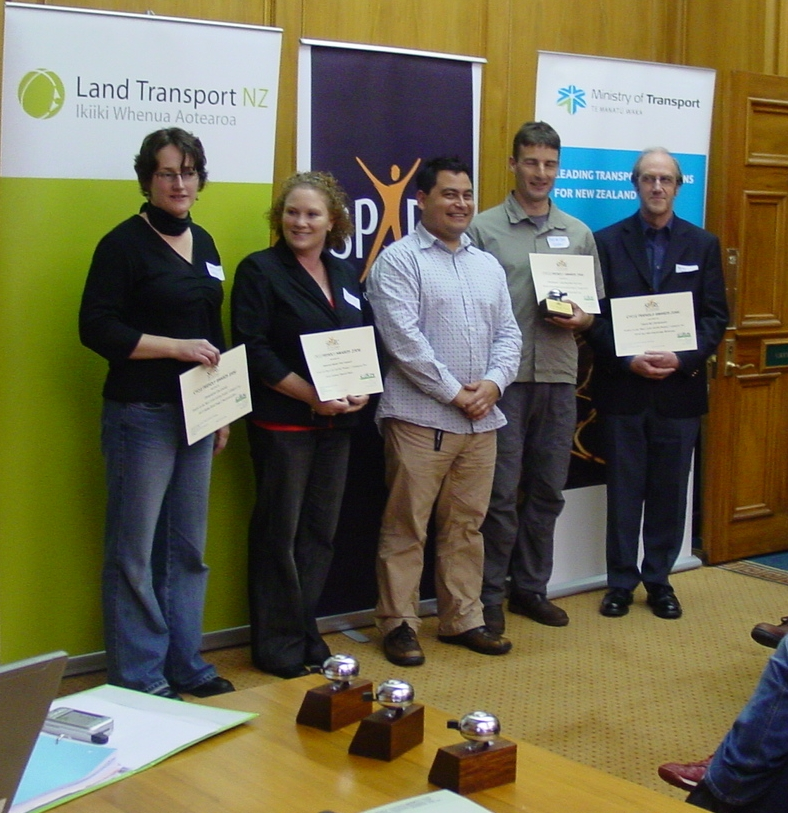
MP Charles Chauvel (giữa)

Charles Pierre Chauvel (sinh ngày 16 tháng 4 năm 1969) phục vụ với Chương trình Phát triển Liên Hợp Quốc và là luật sư New Zealand và cựu chính khách New Zealand từng là thành viên Danh sách Lao động (2006–2013) cho đến khi ông từ chức để đảm nhận vị trí với Liên Hợp Quốc. Ông là nghị sĩ New Zealand đầu tiên của tổ tiên Tahiti.

## Tuổi thơ
Đến từ Gisborne, ông được trao tặng bộ đôi của Trường trung học nam sinh Gisborne. Khi học tại Đại học Auckland, Chauvel là đội trưởng của đội Đại học Challenge năm 1987. Ông đã tham gia vào chính trị của sinh viên đã được bổ nhiệm làm Cán bộ các vấn đề quốc gia cho Hiệp hội sinh viên Đại học Auckland năm 1987. Chauvel tốt nghiệp Cử nhân Luật (với Honours) từ Đại học Victoria Wellington năm 1989, và bằng Thạc sĩ Luật học (với phân biệt) vào năm 1994 từ Đại học Auckland.
Ngoài ra, Trung tâm đào tạo quốc tế của ILO tại Torino (Ý) đã trao cho Chauvel bằng tốt nghiệp tiêu chuẩn lao động quốc tế năm 2001, và ông cũng có chứng chỉ về Kinh tế Y tế (có bằng khen) từ Đại học Victoria Wellington (được trao năm 1993) cùng với Chứng chỉ Luật Quốc tế Công cộng của Học viện Luật Quốc tế Hague (1997).